# Akademické mistrovství světa v orientačním běhu
Akademické mistrovství světa v orientačním běhu (WUOC) je pořádáno každé dva roky.

## Seznam mistrovství světa
| Ročník   | Datum                   | Místo                               |
| -------- | ----------------------- | ----------------------------------- |
| AMS 1978 | 10. července            | Jyväskylä, Finsko                   |
| AMS 1980 | 16. července            | St. Gallen, Švýcarsko               |
| AMS 1982 | 10.-15. srpna           | Praha, Československo               |
| AMS 1984 | 1.-4. srpna             | Jönköping, Švédsko                  |
| AMS 1986 | 1.-3. srpna             | Miskolc, Maďarsko                   |
| AMS 1988 | 20.-22. července        | Trondheim, Norsko                   |
| AMS 1990 | 1.-3. srpna             | Pļaviņas, Lotyšsko                  |
| AMS 1992 | 26.-31. července        | Aberdeen, Velká Británie            |
| AMS 1994 | 4.-11. září             | Fiesch, Švýcarsko                   |
| AMS 1996 | 16.-21. července        | Veszprém, Maďarsko                  |
| AMS 1998 | 10.-15. srpna           | Trondheim, Norsko                   |
| AMS 2000 | 25. srpna - 2. září     | Roanne, Francie                     |
| AMS 2002 | 20.-24. srpna           | Varna, Bulharsko                    |
| AMS 2004 | 21.–27. června          | Plzeň, Česko                        |
| AMS 2006 | 14.–20. srpna           | Košice, Slovensko                   |
| AMS 2008 | 29. července - 2. srpna | Tartu, Estonsko                     |
| AMS 2010 | 19.–23. července        | Borlänge, Švédsko                   |
| AMS 2012 | 2.–7. července          | Alicante, Španělsko                 |
| AMS 2014 | 12.–16. srpna           | Olomouc, Česko                      |
| AMS 2016 | 30. července – 4. srpna | Miskolc, Maďarsko                   |
| AMS 2018 | 17.–21. července        | Kuortane, Finsko                    |
| AMS 2020 | zrušeno                 | Smolensk, Rusko                     |
| AMS 2022 | 17.–21. srpna           | Magglingen – Biel/Bienne, Švýcarsko |
| AMS 2024 | 1.-5. srpna             | Bansko, Bulharsko                   |
| AMS 2026 |                         | Funchal, Portugalsko                |